# Robert Torrens

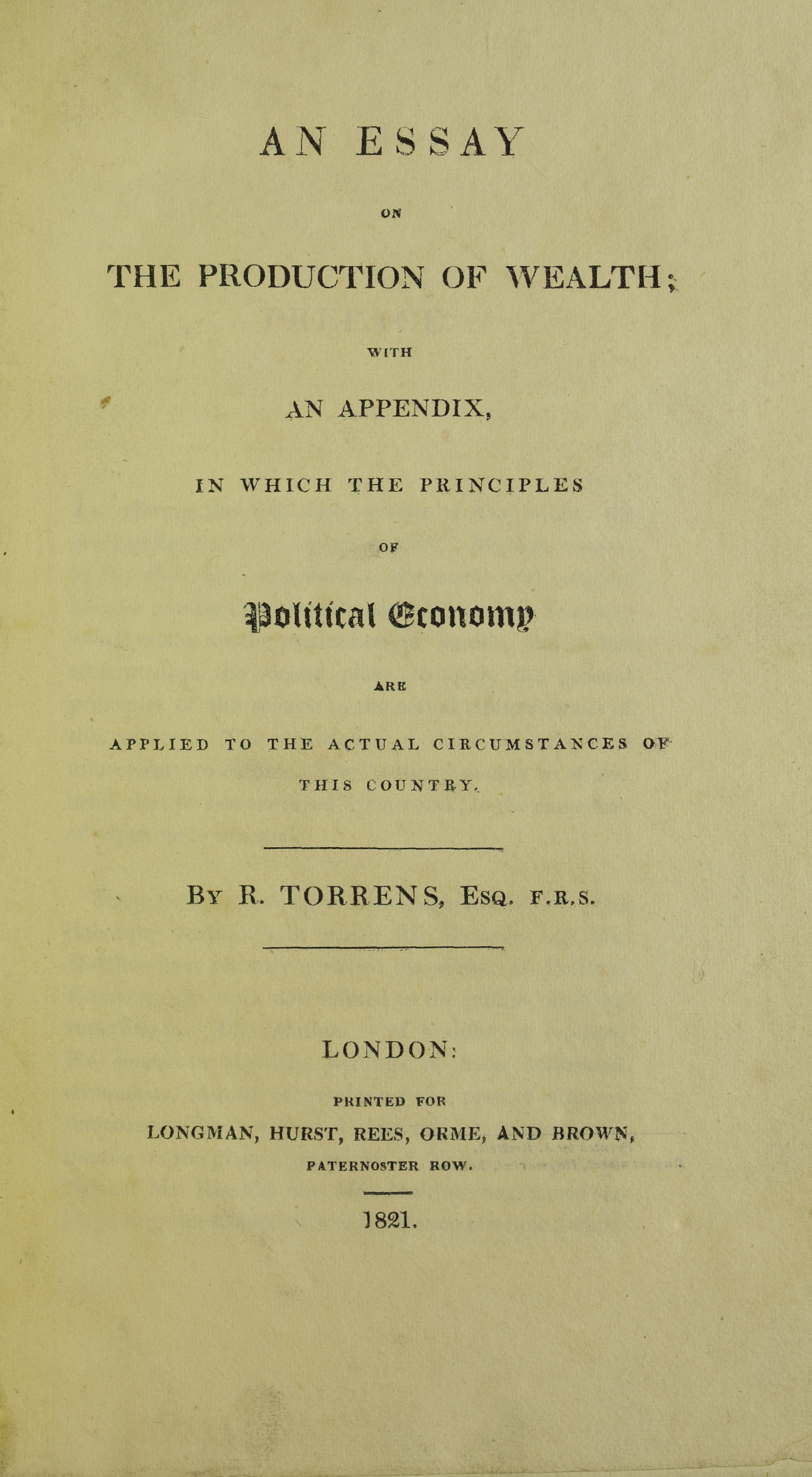
Essay on the production of wealth, 1821

Il colonnello Robert Torrens (Irlanda, 1780 – 1864) è stato un funzionario britannico, economista politico, deputato e proprietario dell'influente giornale Globe.

## Biografia
Nato in Irlanda da genitori protestanti, Torrens raggiunse la fama nel 1811 con la supervisione della difesa nel Baltico dell'isola di Anholt contro le maggiori forze danesi.
Egli è stato un forte sostenitore della emancipazione cattolica, tema che fu oggetto di un trattato e di un romanzo.
Il fiume Torrens, che scorre attraverso Adelaide, fu così chiamato dopo la sua morte. 
Suo figlio Robert Torrens, governatore coloniale dell'Australia del sud, inventò il sistema Torrens a titolo di registrare i titoli terrieri, che è ampiamente utilizzato nel Commonwealth britannico e di altri Stati (ad esempio, Iowa).

## Economia
Egli è stato uno scopritore indipendente del principio del vantaggio comparato nel commercio internazionale, principio che è di solito attribuito a David Ricardo, anche se Torrens ha scritto al riguardo nel 1815, mentre il libro di Ricardo è stato pubblicato ben due anni prima.
Torrens è stato un membro fondatore del Club di Economia Politica. Egli è stato anche uno dei primi a teorizzare la tariffa ottimale, anteriore ai pensieri di John Stuart Mill sul tema di 11 anni.
Torrens fu un forte sostenitore dello stato e promosse l'emigrazione come mezzo per alleviare le pressioni sulla popolazione nel Regno Unito (in particolare in Irlanda, ha sostenuto che il tenore di vita irlandese sarebbe potuto migliorare solo con un'agricoltura più redditizia, ma che al tempo stesso ciò condurrebbe a un massiccio e veloce spostamento di lavoratori che in qualche modo deve essere sostenuto durante il periodo di transizione.)
Ebbe un ruolo importante nella fondazione della colonia dell'Australia del sud, e ha presieduto il primo commissariato incaricato di sorvegliarla; egli è stato licenziato nel 1841 per cattiva gestione finanziaria e di conflitto di interessi (dato che aveva acquistato il terreno nella colonia).

## Opere
- (EN) Robert Torrens, Essay on the production of wealth, London, T Brettell, Longman & Rees & Orme & Brown & Green, 1821. URL consultato il 22 giugno 2015.

- (EN) Robert Torrens, Essay on the external corn trade, London, T Brettell, Longman & Rees & Orme & Brown & Green, 1826. URL consultato il 22 giugno 2015.